# Brian Fitzgibbon
Brian Fitzgibbon (* 1952 in Cork, Irland) ist ein irischer Maler und Grafiker, der seit 1974 in Deutschland lebt und arbeitet.

## Leben
Brian Fitzgibbon wurde im Jahr 1952 im irischen Cork geboren. Der Vater war in der Stadt als Apotheker tätig. Er besuchte ab 1970 die Crawford Municipal School of Art in Cork und absolvierte dort eine Ausbildung zum Kunstlehrer. Mit dem Erhalt seines Zeugnisses verließ Fitzgibbon Irland und begann in Hamburg zu arbeiten. Dort machte er sich 1976 als freier Grafiker und Maler selbstständig. Von 1977 bis 1985 und nochmals im Wintersemester 1993/1994 war Fitzgibbon mit einem Lehrauftrag als Dozent für Manuelle Drucktechniken, Radierungen, Lithografie und Holzschnitt an der Fachhochschule für Gestaltung in Hamburg tätig. Daneben arbeitete er in einer Werkstatt für manuelle Drucktechnik in Hamburg.
Ab 1980 präsentierte Fitzgibbon viele seiner Arbeiten in verschiedenen Galerien und Ausstellungshäusern. Die erste Einzelausstellung fand 1987 in der Galerie Rose in Hamburg statt. In den 1990er Jahren stellte Fitzgibbon seine Bilder in der Hamburgischen Landesvertretung in Bonn aus. Daneben schuf er eine Vielzahl an Druckgrafiken für Bücher, darunter sind auch die von ihm herausgegebenen Kunstbücher, die ebenfalls seit 1987 im Hamburger Svato-Verlag erscheinen. Im Jahr 1993 zog Fitzgibbon ins unterfränkische Seinsheim. Dort hat er seitdem sein Atelier in der Nähe der Kirchenburg eingerichtet. Damit verlagerte sich sein Ausstellungsschwerpunkt auf Franken. So trägt Fitzgibbon regelmäßig Werke zu den „Kulturstationen Kitzinger Land“ bei.

## Ausstellungen
- 1981: Ausstellungsbeteiligung Palm Island Galerie, Hamburg
- 1983: Ausstellungsbeteiligung Italienische Reisen, Galerie Rose, Hamburg
- 1987: Einzelausstellung Galerie Rose, Hamburg
- 1989: Einzelausstellung Kunsttreppe, Hamburg
- 1989: Einzelausstellung in Räumen der Firma Jungheinrich, Hamburg
- 1990: Einzelausstellung in der Universitätsbibliothek des University College Cork, Irland
- 1992: Einzelausstellung im Finanzbauamt Hamburg, Hamburg
- 1995: Einzelausstellung im AK St. Georg, Hamburg
- 1996: Einzelausstellung in der Galerie Meyer, Lüneburg
- 1997: Einzelausstellung in der Vertretung der Freien und Hansestadt Hamburg beim Bund, Bonn
- 1997: Einzelausstellung in der Galerie Effelsberg, Königswinter
- 1999: Einzelausstellung in der Galerie Rose, Hamburg
- 2001: Einzelausstellung im Hotel Baseler Hof, Hamburg
- 2001: Einzelausstellung im Kunstverein Buchholz, Buchholz in der Nordheide
- 2006: Einzelausstellung in Kunstraum Sterngasse, Nürnberg
- 2007: Einzelausstellung in der Galerie Stuhlmann, Wedel

## Bücher
- Bilder für alle Tage. Svato-Verlag, Hamburg 1987.
- mit Richard Scheffler: Woodcuts Brian Fitzgibbon Holzschnitte. Mit einem Textauszug aus dem Roman „Der Einzelgänger“ von Sean O`Faolain in Deutsch und English. Hamburg 1996.